# Saxifraga x padellae
Saxifraga x padellae es una planta herbácea de la familia de las saxifragáceas.
Es un híbrido compuesto por las especies Saxifraga androsacea y Saxifraga seguieri.

## Taxonomía
Saxifraga x padellae fue descrita por Christian Georg Brügger y publicado en Jahresber. Naturf. Ges. Graubündens II, 23-24: 85 1880.
Etimología
Saxifraga: nombre genérico que viene del latín saxum, ("piedra") y frangere, ("romper, quebrar"). Estas plantas se llaman así por su capacidad, según los antiguos, de romper las piedras con sus fuertes raíces. Así lo afirmaba Plinio, por ejemplo.
padellae: epíteto